# Huangwan (köpinghuvudort i Kina, Zhejiang Sheng, lat 30,37, long 120,80)
Huangwan är en köpinghuvudort i Kina. Den ligger i provinsen Zhejiang, i den östra delen av landet, omkring 62 kilometer öster om provinshuvudstaden Hangzhou. Antalet invånare är 22 212. Befolkningen består av 11 088 kvinnor och 11 124 män. Barn under 15 år utgör 10,0 %, vuxna 15-64 år 74 %, och äldre över 65 år 14,0 %.
Närmaste större samhälle är Yuanhua, 5,7 km norr om Huangwan. Trakten runt Huangwan består till största delen av jordbruksmark.
Genomsnittlig årsnederbörd är 1 912 millimeter. Den regnigaste månaden är juni, med i genomsnitt 316 mm nederbörd, och den torraste är november, med 74 mm nederbörd.